# Le Réquisitoire (film, 1922)
Pour les articles homonymes, voir Le Réquisitoire.
Pour plus de détails, voir Fiche technique et Distribution.

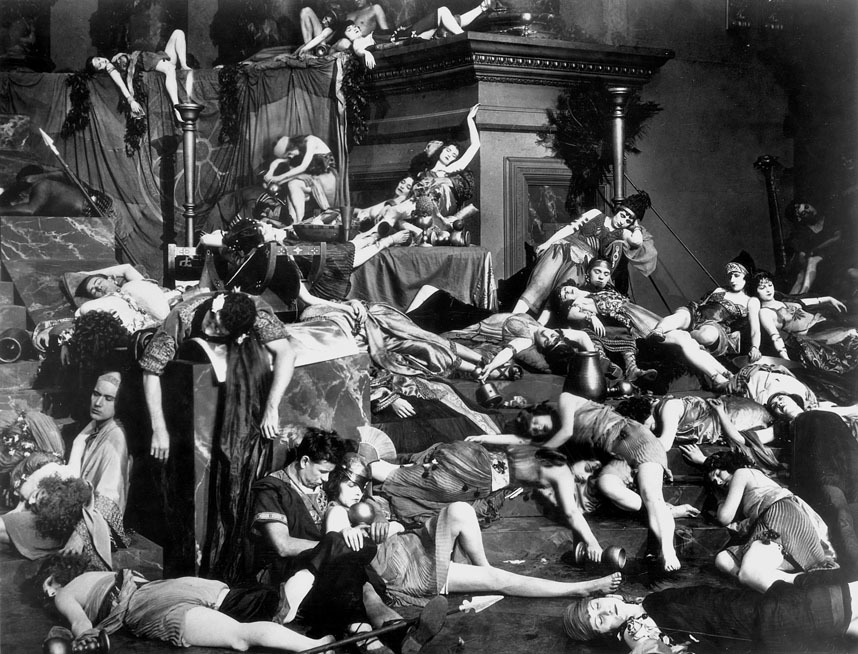
La célèbre scène d'orgie du film.

Le Réquisitoire (titre original : Manslaughter) est film américain muet réalisé par Cecil B. DeMille, sorti en 1922.
Le film a été l'un des premiers à monter une orgie, ainsi que d'autres actes considérés comme débauchés dans la société de la classe supérieure. Le Réquisitoire est également cité comme étant le premier long-métrage américain à montrer un baiser érotique entre deux membres du même sexe.

## Synopsis

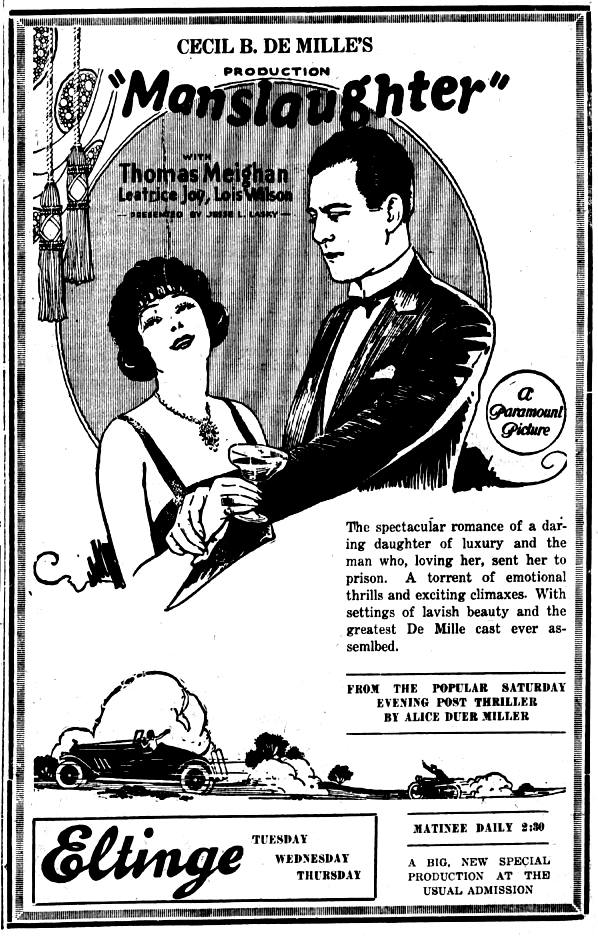
Publicité pour le film dans un journal américain.

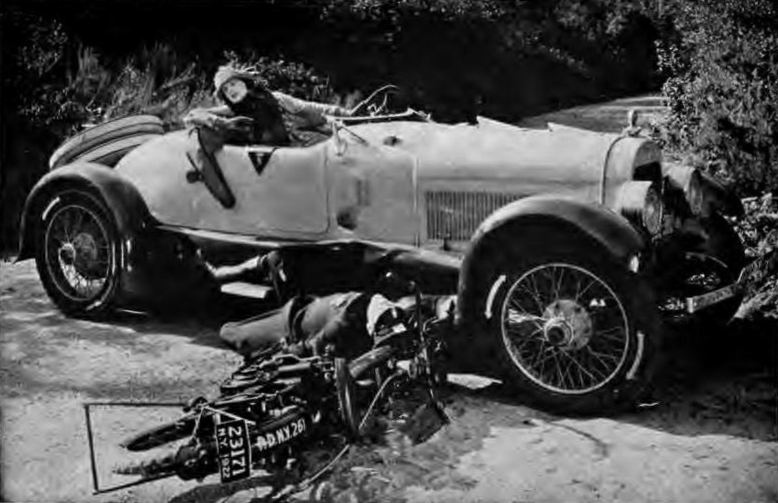
La scène de l'accident.

Lydia Thorne (Leatrice Joy) est une riche orpheline, une enfant des Années folles (« Roaring Twenties ») et de la prohibition, qui brûle sa vie par les deux bouts dans des fêtes qu'un personnage compare aux bacchanales de l'Empire romain. Irresponsable, indifférente aux autres, elle laisse condamner à la prison sa femme de chambre (Lois Wilson), qui lui a volé une bague en diamant pour envoyer son fils malade en Californie. Un jour, Lydia provoque la mort d'un policier motocycliste. Le redoutable attorney general Daniel J. O'Bannon (Thomas Meighan), bien qu'amoureux d'elle, décide de la poursuivre et la fait condamner à son tour. En prison, où elle retrouve sa femme de chambre, Lydia connaît la rédemption, tandis qu'à l'extérieur, O'Bannon sombre dans l'alcool. Lorsque les deux femmes sont libérées, il est devenu une épave. Mais pour l'amour de Lydia, il est prêt à renaître de ses cendres.

## Fiche technique
- Titre original : Manslaughter (littéralement, « homicide »)
- Titre français : Le Réquisitoire
- Réalisation : Cecil B. DeMille
- Scénario : Jeanie Macpherson, d'après le roman Manslaughter d'Alice Duer Miller (1921)
- Chorégraphie : Theodore Kosloff
- Costumes : Paul Iribe
- Prises de vue : L. Guy Wilky, Alvin Wyckoff
- Montage : Anne Bauchens
- Producteur : Jesse L. Lasky et  Cecil B. DeMille
- Société de production et de distribution : Paramount Pictures
- Pays de production :  États-Unis
- Langue originale : anglais américain
- Format : noir et blanc — 35 mm — 1,33:1 — muet
- Genre : mélodrame
- Durée : 108 min
- Date de sortie : 24 septembre 1922

## Distribution
- Leatrice Joy : Lydia Thorne

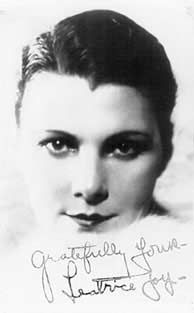
Leatrice Joy vers 1920-1922

- Thomas Meighan : Daniel J. O'Bannon
- Lois Wilson : Evans, la femme de chambre de Lydia
- Michael D. Moore : Dicky Evans, le fils de la femme de chambre
- John Miltern : l'ex-gouverneur Stephan Albee
- George Fawcett : le juge Homans
- Jack Mower : Drummond, le motard
- Julia Faye : Mme Drummond
- Edythe Chapman : Adeline Bennett
- Dorothy Cumming : Eleanor Bellington
- Casson Ferguson : Bobby Dorest
- James Neill : le majordome
- Sylvia Ashton : la gardienne de prison
- Raymond Hatton : Brown
- Mabel Van Buren : une prisonnière
- Ethel Wales : une prisonnière
- Dale Fuller : une prisonnière
- Edward Martindel : Wiley
- Charles Ogle : le docteur
- Guy Oliver : le musicien
- Shannon Day : Miss Santa Claus
- Lucien Littlefield : le témoin de l'accident

Acteurs non crédités
- Clarence Burton : un membre du jury
- Nora Cecil : le chaperon de Lydia
- Fred Kelsey : un membre du jury
- J. Farrell MacDonald : rôle indéterminé
- Elizabeth Craig : une danseuse

## Commentaire
Après plusieurs films avec Oliver Hardy, l'actrice Leatrice Joy venait de signer un contrat avec le studio Paramount Pictures, et le réalisateur Cecil B. DeMille l'avait lui-même déjà dirigée huit mois plus tôt dans la comédie Le Détour, qui avait remporté un grand succès.